# Konzentrationslager Deir ez-Zor

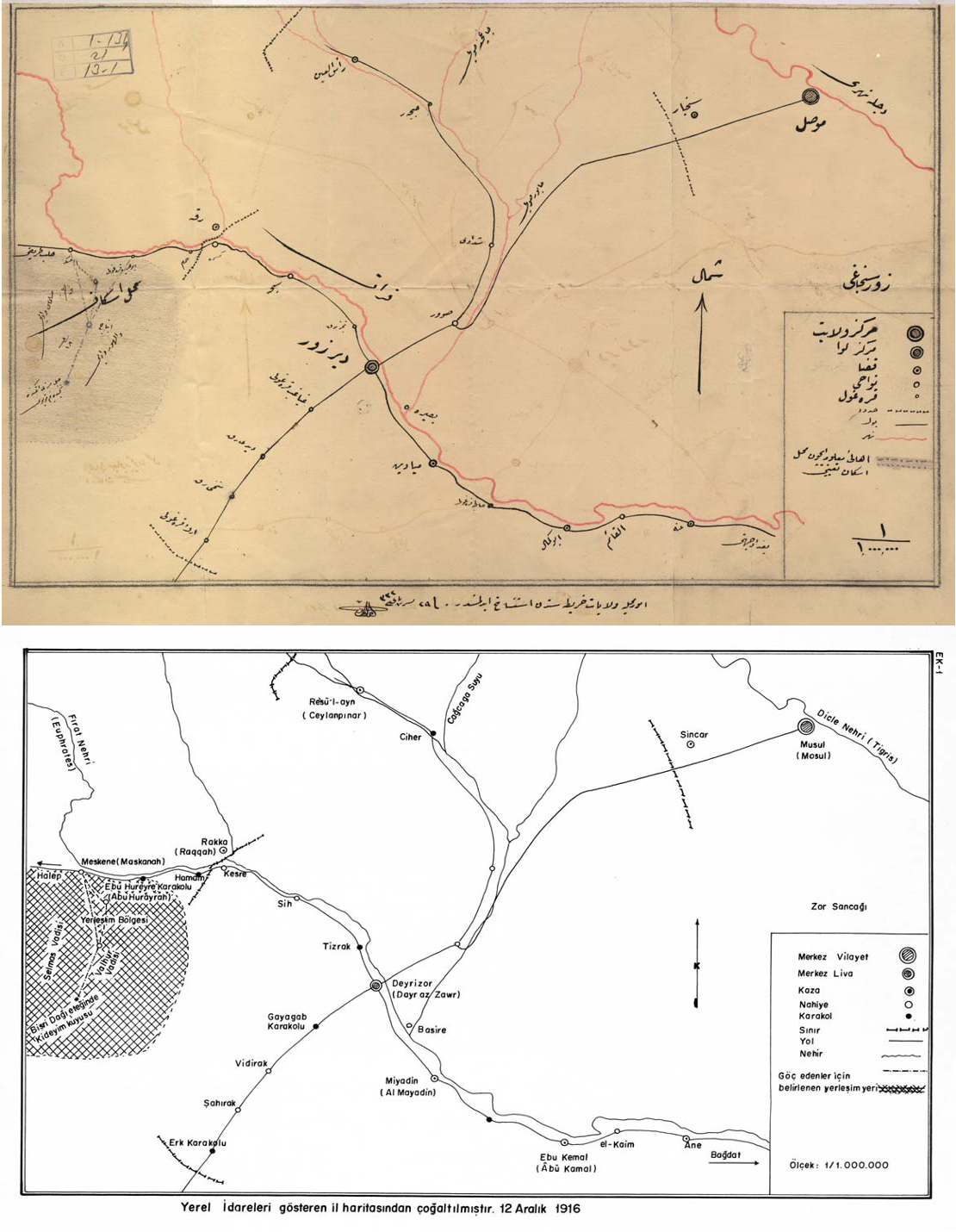
Karte des Deportationslagers nahe Deir ez Zor

Die Konzentrationslager Deir ez-Zor (türkisch Deyrizor, arabisch دير الزور, DMG Dair az-Zaur, armenisch Դեր Զոր Der Zor [z-] bzw. Դեր Զորի կայանատեղի Der Zori kayanateghi) waren Konzentrationslager in der syrischen Wüste, in denen armenische Flüchtlinge während des osmanischen Völkermordes an den Armeniern zu Todesmärschen gezwungen, gefoltert und ermordet wurden. Der US-Vizekonsul in Aleppo, Jesse B. Jackson, schätzte die Zahl der armenischen Deportierten südlich von Deir ez-Zor und östlich von Damaskus auf über 150.000 ein, von denen praktisch alle notleidend waren.

## Geschichte
Diejenigen Armenier, die die ersten Massaker während des Völkermordes von 1915–1916 überlebten, wurden per Deportationsgesetz in zwei Richtungen getrieben – entweder nach Damaskus, oder entlang des Euphrats nach Deir ez-Zor. Während der frühen Periode der Massaker wurden 30.000 Armenier in verschiedene Camps außerhalb der Stadt Deir ez-Zor verbracht. Da der Gouverneur Ali Suad Bey den Armeniern Schutz gewährleistete, entschieden sich die osmanischen Autoritäten dazu, ihn durch Zeki Bey zu ersetzen, der für seine Grausamkeit und seine Barbarei bekannt war.
Als die deportierten Flüchtlinge, darunter vor allem Frauen und Kinder (die Männer waren zuvor bereits getötet worden), Deir ez-Zor erreichten, kochten sie aus der Not heraus teilweise Gras und aßen tote Vögel.
Einige der inhaftierten Frauen wurden im Rahmen der Gräueltaten gekreuzigt, so etwa in Deir ez-Zor. Eine Praxis, die auch andernorts stattfand: So berichtet Aurora Mardiganian in ihren Memoiren „Ravished Armenia; the Story of Aurora Mardiganian, the Christian Girl, Who Survived the Great Massacres“ (1918) wie in der Stadt Malatya-Sebastya sechzehn Mädchen gekreuzigt wurden und Geier ihre Leichen fraßen.

## Erinnerung

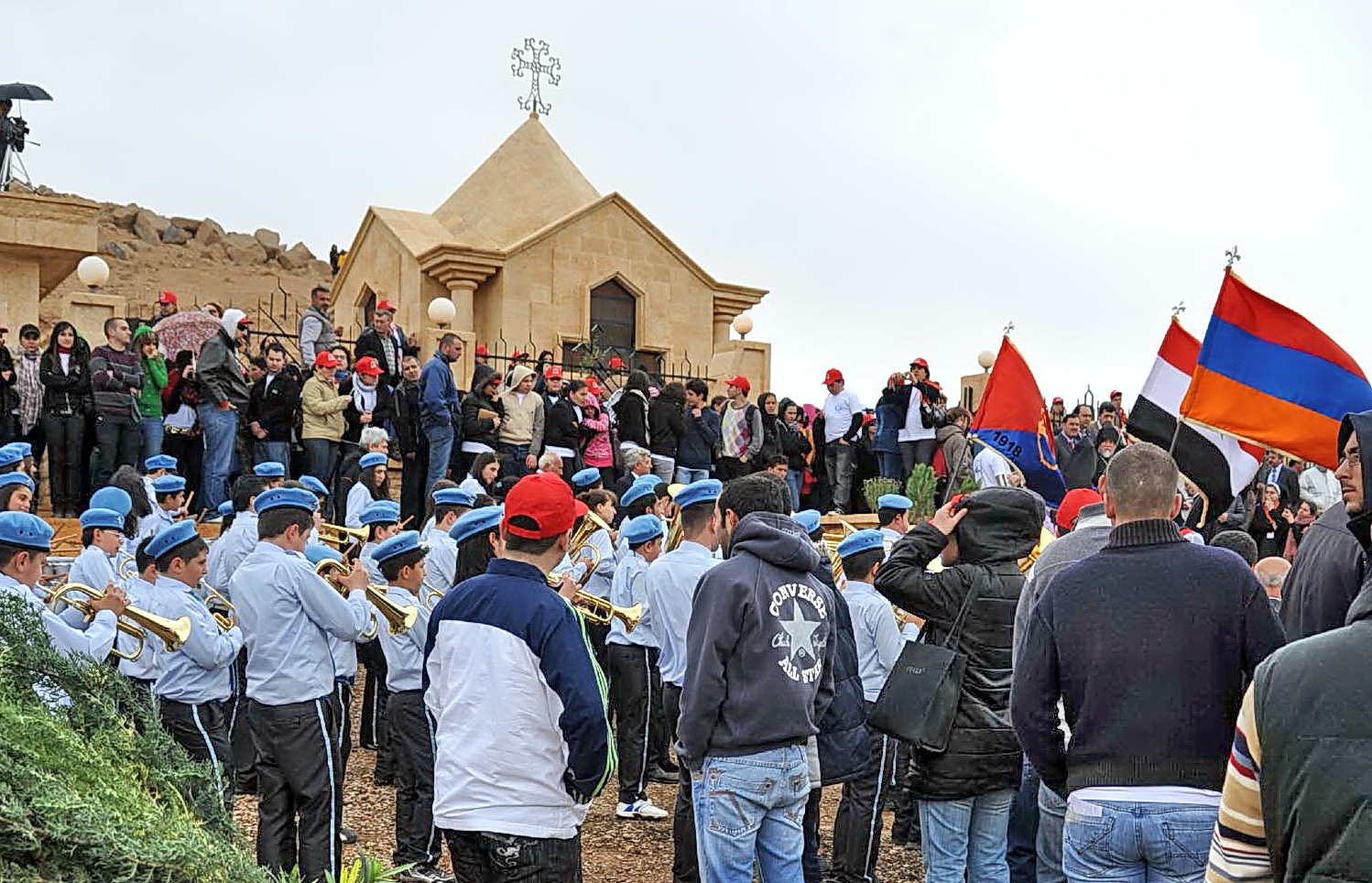
Armenische Pilger im syrischen Dorf Margadeh, nahe Deir ez-Zor, beim Gedenken des 94. Jahrestages des Völkermordes an den Armeniern

Im Dorf von Margadeh (88 km von Deir ez-Zor entfernt) ist eine armenische Kapelle, die für das Andenken an diejenigen, die während der Pogrome getötet wurden, bestimmt ist und die Schädel und Gebeine der Ermordeten beherbergt. Libanesen, Syrer und syrische Armenier pilgern immer wieder zu diesem Mahnmal, das von der apostolischen Kirche von Aleppo betreut wird.
„Für Armenier kam Der Zor eine Bedeutung ähnlich wie Auschwitz zu“, schrieb Peter Balakian in der New York Times. „Jedem, auf unterschiedlichen Wegen, ein Epizentrum des Todes und eines systematischen Prozesses der Massentötung; jedem ein symbolischer Platz, ein epigrammatischer Name auf einer dunklen Karte. Der Zor ist ein Begriff, der an dir hängt, wie ein Bohrer oder Stachel: “r” “z” “or” – hart, schneidend, messerartig“.

## Galerie

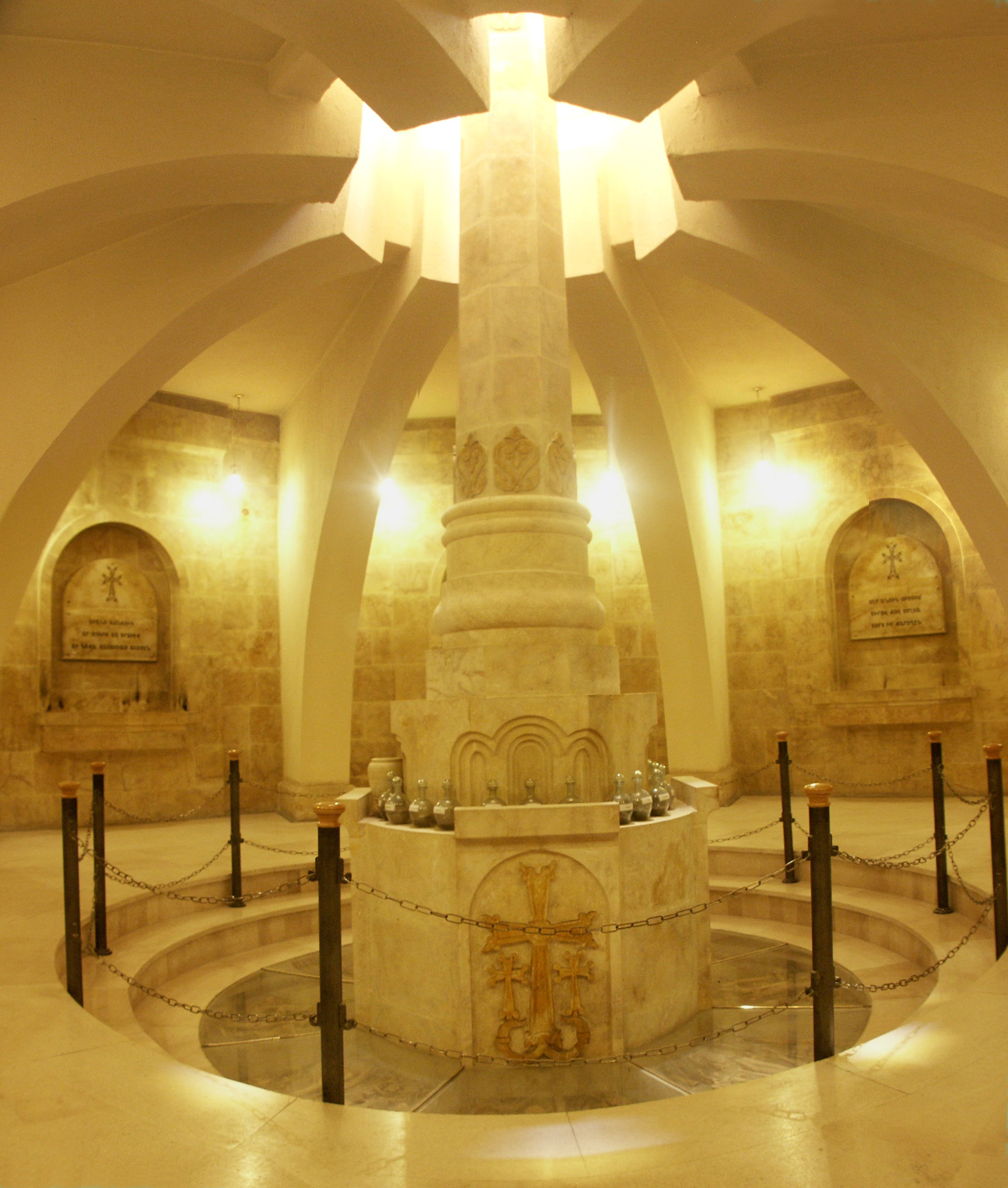
Das Genozidmuseum in Deir ez Zor
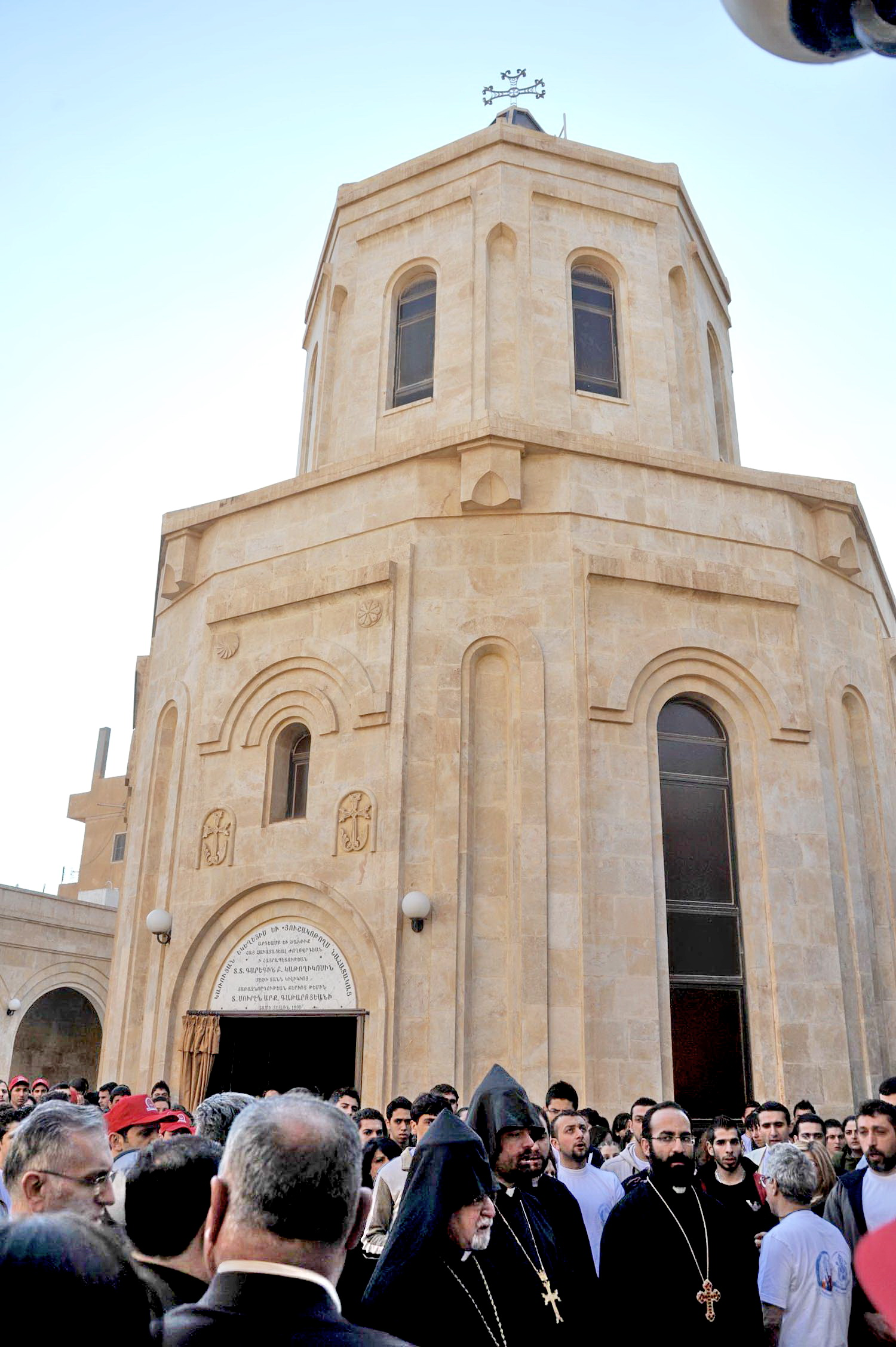
Das Armenische Völkermordmahnmal in Deir ez Zor
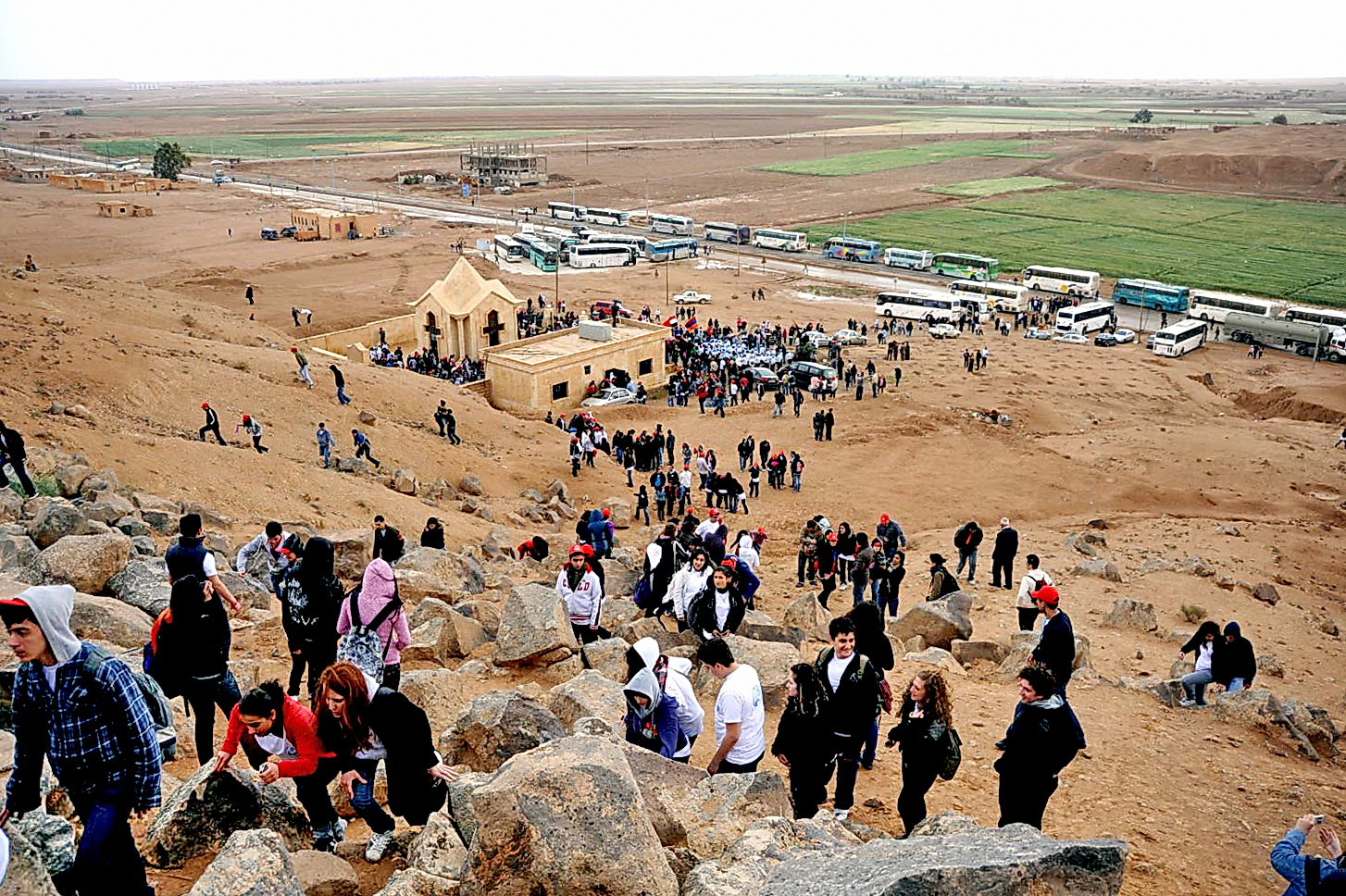
Die Surp-Harutyun (Heilige Wiederauferstehung)-Kapelle des Dorfes Margadeh